# Неаниди, Феофилакт Христофорович
Феофилакт Христофорович Неаниди (10 апреля 1906 года, село Дагва, Батумский уезд, Батумская область, Российская империя — 1990 год, село Дагва, Кобулетский район, Аджарская АССР, Грузинская ССР) — колхозник колхоза имени Ворошилова Дагвинского сельсовета Кобулетского района Аджарской АССР, Грузинская ССР. Герой Социалистического Труда (1949).

## Биография
Родился в 1906 году в крестьянской семье в селе Дагва Батумского уезда. Окончил местную начальную сельскую школу. С 13-летнего возраста трудился сборщиком на чайной плантации и в цитрусовом саду. В 1930-х годах вступил в колхоз имени Ворошилова, председателем которого с 1933 года был Христо Лавасас. Вместе с опытным садоводом Анести Христофоровичем Мурадовым трудился в колхозном цитрусовом саду.
В 1948 году собрал в среднем с каждого дерева по 1224 мандарина с 400 плодоносящих деревьев. Указом Президиума Верховного Совета СССР от 29 августа 1949 года удостоен звания Героя Социалистического Труда за «получение высоких урожаев сортового зелёного чайного листа и цитрусовых плодов в 1948 году» с вручением ордена Ленина и золотой медали «Серп и Молот» (№ 4666).
Этим же указом званием Героя Социалистического Труда были награждены председатель колхоза Христо Елефтерович Лавасас и одиннадцать тружеников колхоза, в том числе агроном Герасим Панаётович Андреади, звеньевые Перикли Лукич Каситериди, Лазарь Диитриевич Кимициди, Стилиан Иванович Салвариди, колхозники Калиопи Анестиевна Павлиди, Елена Христовна Каситериди, Анести Христофорович Мурадов, Ольга Петровна Мурадова, София Дмитриевна Симвулиди, Хатиджа Мамудовна Эминадзе.
В 1966 году вышел на пенсию. С 1968 года — персональный пенсионер союзного значения. Проживал в родной деревне Дагва Кобулетского района. Скончался в 1990 году. Похоронен на местном сельском кладбище.